# ベカメックス・ビンズオン
ベカメックス・ホーチミン・シティFC（ベトナム語：Câu lạc bộ bóng đá Becamex Thành phố Hồ Chí Minh / 俱樂部𩃳跢Becamex胡志明、英語: Becamex Ho Chi Minh City F.C.）は、ベトナムの南部、ホーチミン市の都市トゥーザウモットにホームを置くサッカークラブである。ベカメックスIDCの豊富な資金力により大型補強を行うことから「ベトナムのチェルシー」と呼ばれる。

## 歴史

### ソンベーFC
1976年、ソンベーFCは同年にビンズオン省とフオックロン省、ビンロン省が合併して誕生したソンベー省の省都トゥーザウモットをホームタウンとするサッカークラブとして創設された。最初の監督にはドー・トイ・ヴィンが就任した。1978年、ソンベーは2つのチーム（ソンベーI、ソンベーII）を創設し、ナショナル・ディヴィジョンAリーグに参加した。ソンベーIIが地域リーグ優勝を果たした後、2チームは合併し、新クラブの監督にはグエン・キム・プンが就任した。
1994年、ソンベーはベトナム・カップで優勝し、クラブ史上初となる全国タイトルを獲得した。
1996年、ソンベーの経営権はカオスー・ビンロン社に変わり、カオスー・ビンロンFCと呼ばれたが、サポーターにはソンベーとして知られていた。

### ビンズオンFC
1997年1月1日、ソンベー省はビンズオン省とビンフオック省に分割された。カオスー・ビンロンは解散し、多くの選手は新たに創設されたビンズオンFCに移籍した。
2002年、ベカメックスIDC、ビンズオン放送局、ビンズオン省スポーツ局から成るビンズオン・フットボールJSCが設立された。クラブはプロ化され、クラブ名はベカメックス・ビンズオンFCに改称された。
2007年、Vリーグ初優勝を果たした。

## タイトル
- Vリーグ1：4回
  - 2007, 2008, 2014, 2015
- ベトナム・カップ：2回
  - 1994, 2015
- ベトナム・スーパーカップ：3回
  - 2007, 2008, 2014
- Vリーグ2：1回
  - 2003
- BTVカップ：5回
  - 2002, 2003, 2005, 2012, 2013
- メコンクラブチャンピオンシップ：1回
  - 2014

## AFC国際大会の成績
| シーズン | 大会                    | ラウンド   | 対戦相手                 | ホーム | アウェー       | 合計    |
| -------- | ----------------------- | ---------- | ------------------------ | ------ | -------------- | ------- |
| 2008     | AFCチャンピオンズリーグ | グループE  | 長春亜泰                 | 0-5    | 1-2            | 4位敗退 |
| 2008     | AFCチャンピオンズリーグ | グループE  | 浦項                     | 1-4    | 0-0            | 4位敗退 |
| 2008     | AFCチャンピオンズリーグ | グループE  | アデレード・ユナイテッド | 1-2    | 1-4            | 4位敗退 |
| 2009     | AFCカップ               | グループH  | ホーム・ユナイテッド     | 2-0    | 1-2            | 1位通過 |
| 2009     | AFCカップ               | グループH  | クラブ・バレンシア       | 3-0    | 5-0            | 1位通過 |
| 2009     | AFCカップ               | グループH  | PEA                      | 1-1    | 3-1            | 1位通過 |
| 2009     | AFCカップ               | ラウンド16 | ケダ                     | 8-2    |                | 8-2     |
| 2009     | AFCカップ               | 準々決勝   | チョンブリー             | 2-0    | 2-2            | 4-2     |
| 2009     | AFCカップ               | 準決勝     | アル・カラーマ           | 2-1    | 0-3            | 2-4     |
| 2010     | AFCカップ               | グループF  | セランゴール             | 4-0    | 0-0            | 2位通過 |
| 2010     | AFCカップ               | グループF  | ヴィクトリー             | 3-0    | 5-0            | 2位通過 |
| 2010     | AFCカップ               | グループF  | スリウィジャヤ           | 2-1    | 0-1            | 2位通過 |
| 2010     | AFCカップ               | ラウンド16 | SHBダナン                |        | 3-4 （延長戦） | 3-4     |
| 2015     | AFCチャンピオンズリーグ | グループE  | 山東魯能                 | 2-3    | 1-3            | 4位敗退 |
| 2015     | AFCチャンピオンズリーグ | グループE  | 柏レイソル               | 1-0    | 1-5            | 4位敗退 |
| 2015     | AFCチャンピオンズリーグ | グループE  | 全北現代                 | 1-1    | 0-3            | 4位敗退 |

## 現所属メンバー
2015年5月6日 現在
注：選手の国籍表記はFIFAの定めた代表資格ルールに基づく。
| No. | Pos. |          | 選手名                         |
| --- | ---- | -------- | ------------------------------ |
| 1   | GK   | ベトナム | ブイ・タン・チュオン           |
| 2   | DF   | ベトナム | アウ・ヴァン・ホアン           |
| 3   | DF   | ベトナム | レ・フオック・トゥ             |
| 4   | DF   | ベトナム | マイケル・グエン               |
| 6   | DF   | ベトナム | ダン・ヴァン・ロベルト         |
| 7   | MF   | ベトナム | マイ・ティエン・タン           |
| 8   | MF   | ウガンダ | モーゼス・オロヤ ★             |
| 9   | MF   | ベトナム | グエン・チョン・ホアン         |
| 10  | FW   | セネガル | アッバス・シェイフ・ディエン ★ |
| 11  | FW   | ベトナム | グエン・アン・ドゥク           |
| 14  | MF   | ベトナム | レ・タン・タイ                 |
| 15  | FW   | ベトナム | ダン・ヴァン・タイン           |

| No. | Pos. |                | 選手名                             |
| --- | ---- | -------------- | ---------------------------------- |
| 16  | DF   | ベトナム       | グエン・シュアン・タイン           |
| 18  | FW   | ベトナム       | グエン・タン・トゥアン             |
| 19  | GK   | ベトナム       | グエン・ミン・フォン               |
| 20  | DF   | ベトナム       | チュオン・ディン・ラット           |
| 22  | MF   | ベトナム       | ホアン・ヴァン・ビン               |
| 23  | DF   | ベトナム       | ファム・ミン・ドゥク               |
| 24  | FW   | ベトナム       | グエン・チュン・ティン             |
| 26  | DF   | オーストラリア | デイヴィッド・ヴランコヴィッチ ★   |
| 27  | FW   | ベトナム       | チン・クアン・ヴィン               |
| 28  | FW   | ベトナム       | レ・コン・ビン                     |
| 29  | GK   | ベトナム       | グエン・クオック・ティエン・エセル |
| 30  | FW   | ナイジェリア   | ガニユ・オセニ ★                   |

※星印は外国人選手を示す。
監督
- 黎瑞海 (レ・トゥイ・ハイ)

## 歴代所属選手
- ネット・バイアーノ 2004
- グエン・アイン・ドゥック（英語版） 2006-
- リー・グエン 2010-2011
- ファン・バン・サントス 2012-13
- グエン・チョン・ホアン（英語版） 2014-
- レ・タン・タイ 2014-
- レ・コン・ビン 2015-

## 提携クラブ
- 川崎フロンターレ